# Belokomiti
Belokomiti (Grieks: Μπελοκομίτη) is een dorp in Karditsa, Thessalië, Griekenland. In 2011 had Belokomiti 146 inwoners. Belokomiti ligt in het Agrafagebergte, ten westen van het kunstmatige Plastiras-meer. Het ligt 9 km ten zuidoosten van Kryoneri en 21 km ten zuidwesten van Karditsa. Het dorp vormt tijdens de zomermaanden een toeristische bestemming. Een van de attracties is de Gaki-grot (σπηλιά του Γάκη).